# كلوت (فلم)
كلوت (بالإنجليزية: Klute) هو فيلم دراما تم إنتاجه في الولايات المتحدة وصدر في سنة 1971.

## بطولة
- جين فوندا
- دونالد سثرلاند

### ترشيحات وجوائز
| السنة | الحدث | الفئة             | النتيجة  |
| ----- | ----- | ----------------- | -------- |
|       |       | أوسكار أحسن ممثلة | فـــــوز |

## الميزانية والإيرادات
بلغت تكلفة إنتاج الفيلم حوالي 2.5 مليون دولار بينما حقق أرباحا تقدر بـ 12,512,637 دولار.

## وصلات خارجية
- مقالات تستعمل روابط فنية بلا صلة مع ويكي بيانات